# Alma Mahler – sjećanje duše (2001.)
Alma Mahler - sjećanje duše, hrvatski igrani film iz 2001. godine scenarista i redatelja Tomislava Žaje. Snimljen je u produkciji HRT-a na Digital Betacamu. 
Scenarij su pisali i Ivica Boban i Maja Gregl. Glume: Božidar Boban, Ivana Boban, Alma Prica, Mladen Vulić i Duško Zubalj.